# Pedicularis sylvatica
El gallarito  (Pedicularis sylvatica) es una planta herbácea de la familia Orobanchaceae, anteriormente clasificada en las escrofulariáceas.

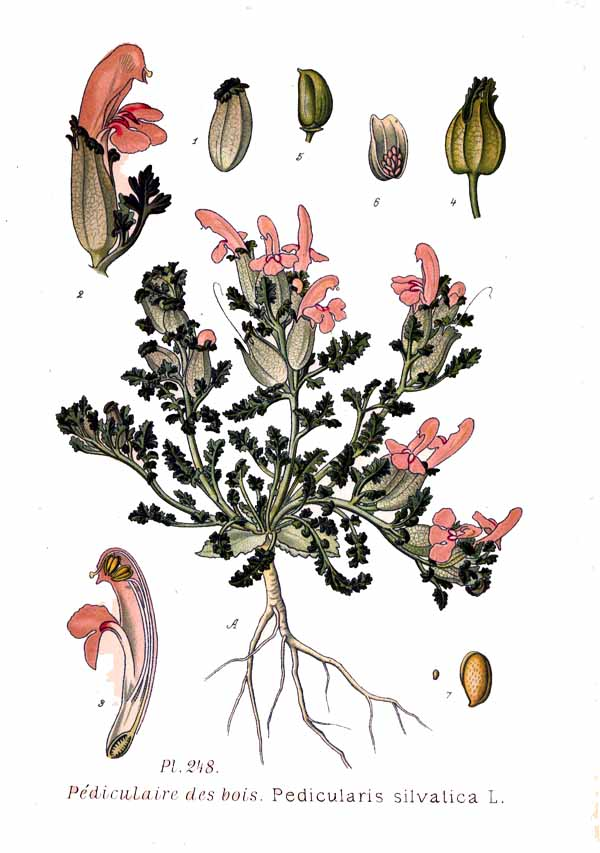
Ilustración

## Caracteres
Hierba vivaz o bianual, glabra o algo pelosa. Tallos floríferos de hasta 20 cm de altura, erectos; tallos estériles tendidos o ascendentes. Hojas lanceoladas, 2 veces pinnatisectas. Flores en racimos cortos y bastante laxos, situadas en las axilas de brácteas similares a las hojas; cáliz membranoso, tubular, inflado; corola bilabiada de color rosado. Fruto en cápsula ovoidea. Florece en primavera y verano.

## Hábitat
Páramos, brezales húmedos, ciénagas y bosques. En España frecuente en cervunales y prados húmedos.

## Distribución
Toda Europa, excepto en el sureste.

## Taxonomía
Pedicularis comosa fue descrita por Carlos Linneo y publicado en Species Plantarum 2 607 1753.
Etimología
Pedicularis: nombre genérico que deriva de la palabra latína pediculus que significa "piojo", en referencia a la antigua creencia inglesa de que cuando el ganado pastaba en estas plantas, quedaban infestados con piojos.
sylvatica: epíteto latíno que significa "que crece en los bosques"

## Nombres comunes
- Argaña, gallarita, gallarito, gallaritos, gorbiza, piojo de pobre, trigo vacuno de Roncesvalles.[6]